# Тоні Жоанно

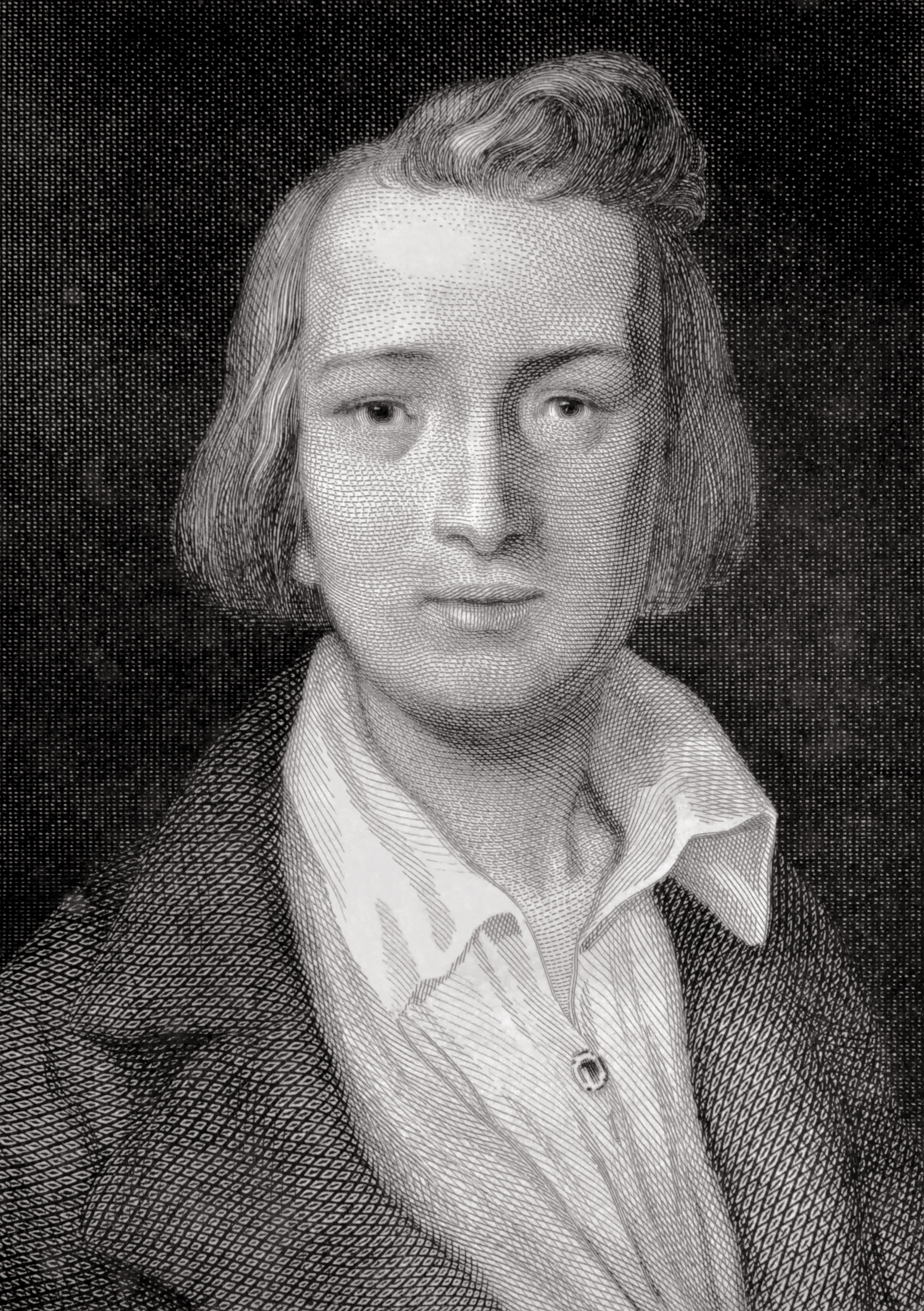
Генріх Гейне 1837

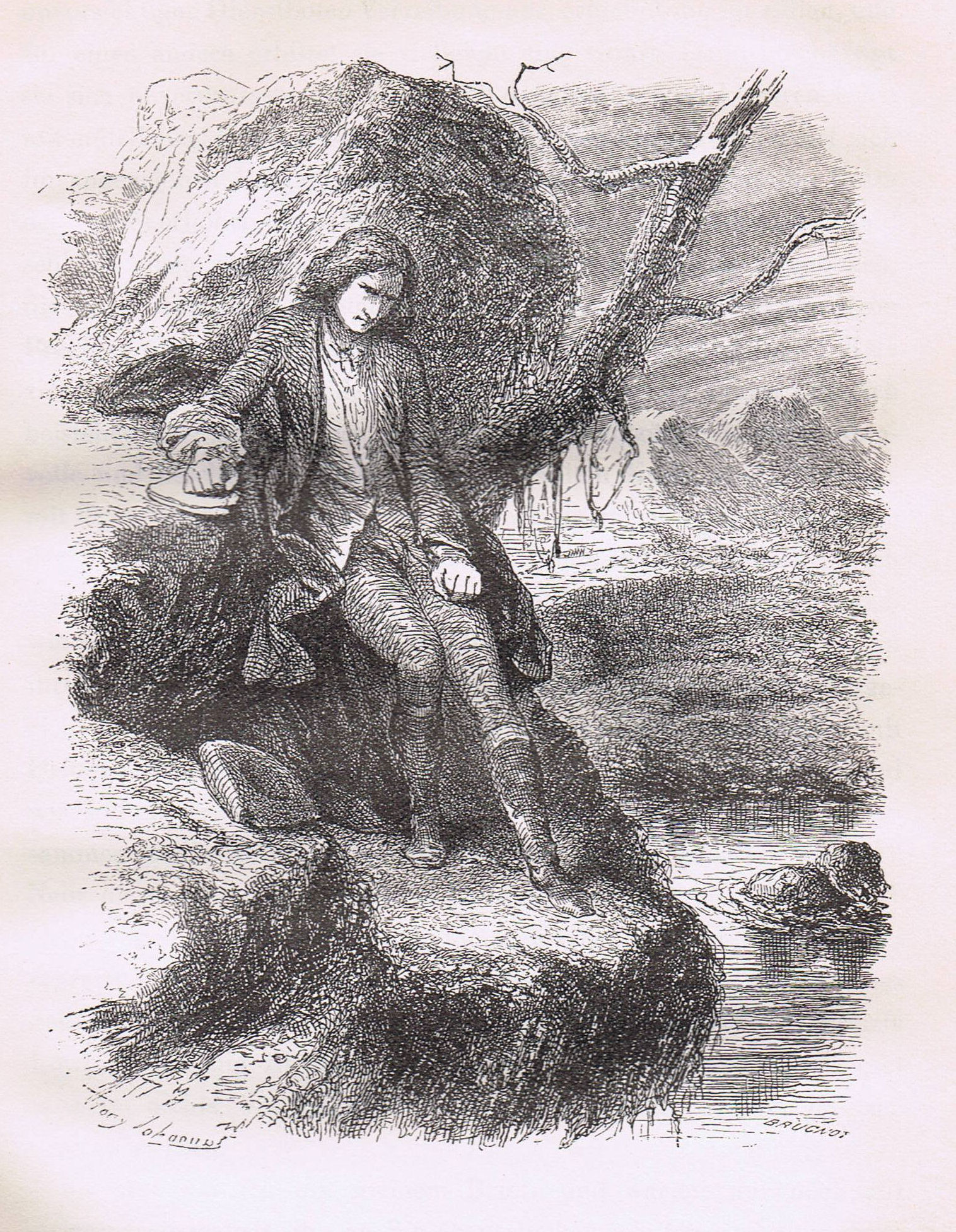
Сен-Пре з "Нової Елоїзи" Руссо розмірковує про своє кохання. Малюнок: Тоні Жоанно, гравюра: Брюньо.

Тоні Жоанно (нар. 9 листопада 1803, Оффенбах-на-Майні — пом. 4 серпня 1852, Париж) — французький гравер, ксилограф, літограф, художник та ілюстратор.

## Біографія
Тоні, власне Антуан, Жоанно, гравер і художник, був братом Шарля та Альфреда Жоанно. Тоні спочатку допомагав своєму братові Альфреду створювати мідні пластини та віньєтки для Вальтера Скотта, Джеймса Фенімора Купера та лорда Байрона, створював ілюстрації до Мольєра та Дон Кіхота, а також до «Юлії» або "Нової Елоїзи" Руссо та "Вертера" Ґете. У 1831 році він також виступив як художник з романтичними жанровими картинами в стилі свого брата Альфреда. У 1834 році він написав для герцога Орлеанського велику картину «Смерть конетабля дю Ґеклена».
За дорученням короля він написав великі панно битв при Росбеку та Фонтене, штурму ущелини Меандр і візиту королеви Вікторії до Е для історичного музею у Версалі.
Насамперед відомий як рисувальник і гравер, він створив незліченну кількість офортів, гравюр і ксилографій для чудових видань. Жоанно був одним з найкращих ілюстраторів книжок епохи романтизму. Проілюстрував близько 150 книг.
Його роботи вперше виставляли на Паризькому салоні 1831 року. 

## Ілюстровані видання
- Журнали: Revue des Deux Mondes, L'Artiste, L'Illustration, Le Magasin Pittoresque.
- «Histoire du Roi de Bohême et de ses sept châteaux» Шарля Нодьє (1830).
- Theatre complet of Eugène Scribe (1834) — 2-ге видання, chez Aimé André.
- Повне зібрання творів лорда Байрона (1835).
- Ілюстровані твори Мольєра (1835–1836).
- Дон Кіхот Сервантеса (1836–1837).
- Paul et Virginie Бернарден де Сен-П’єр (1838).
- Манон Леско, абат Прево (1839).
- Les Français peints par eux-mêmes (1840–1842).
- L'Âne mort Жуля Жанена (1842).
- Voyage où il vous plaira by Musset and Stahl, chez Hetzel (1843).
- Людська комедія Бальзака, видання Furne (1842–1846).
- La Bretagne ancienne et moderne Пітр-Шевальє (1845).
- Фауст Гете (1847).
- Рафаель Ламартіна (1849–1850), видання Перротена.
- Ілюстровані твори Жорж Санд (1852–1856).
- Жером Патюро «Дослідження кращих республік» Луї Рейбо, фр. Мішель Леві (1849).